# Una favola (romanzo)
Una favola (titolo orig. A Fable) è un romanzo dello scrittore americano William Faulkner, pubblicato nel 1954, vincitore del Premio Pulitzer e del National Book Award nel 1955.

## Trama
Il libro è ambientato in Francia durante la Prima Guerra Mondiale e si svolge nel corso di una settimana nel 1918. Il caporale Stefan, che rappresenta la reincarnazione di Gesù, ordina a 3.000 soldati di disobbedire agli ordini di attaccare nella brutale e ripetitiva guerra di trincea. In cambio, i tedeschi non attaccano e la guerra finisce quando i soldati si rendono conto che ci vogliono due parti per combattere una guerra. Il Generalissimo, che rappresenta i leader che usano la guerra per guadagnare potere, invita il suo omologo tedesco a discutere su come riavviare la guerra. Quindi, egli arresta e giustizia Stefan. Prima dell'esecuzione di Stefan, il Generalissimo cerca di convincere il caporale che la guerra non potrà mai essere fermata perché è l'essenza della natura umana.

## Edizioni italiane
- Una favola, traduzione di Luciano Bianciardi, Collana Scrittori italiani e stranieri, Milano, Arnoldo Mondadori Editore, 1971,  p. 459. - Collana Oceani, Milano, La nave di Teseo, 2024, ISBN 978-88-346-1964-3.